# A me piace così
A me piace così är debutalbumet av den italienska sångaren Emma Marrone. Det gavs ut den 19 oktober 2010 och innehåller 15 låtar.

## Låtlista
| Nr  | Titel                 | Längd |
| --- | --------------------- | ----- |
| 1.  | Arriverà              | 3:33  |
| 2.  | Io son per te l'amore | 3:46  |
| 3.  | Per sempre            | 3:54  |
| 4.  | Ho toccato il cielo   | 3:56  |
| 5.  | Cullami               | 3:46  |
| 6.  | Con le nuvole         | 3:29  |
| 7.  | La lontananza         | 2:56  |
| 8.  | Petali                | 3:32  |
| 9.  | Dimmi che senso ha    | 3:28  |
| 10. | Arida                 | 3:30  |
| 11. | Emozioniamoci ora     | 3:16  |
| 12. | Perché tua            | 3:41  |
| 13. | Dalle vene            | 3:17  |
| 14. | Colori                | 3:45  |
| 15. | On Line               | 3:07  |

Spår 1 framförs tillsammans med bandet Modà.

## Listplaceringar
| Lista   | Topplacering |
| ------- | ------------ |
| Italien | 2            |
| Schweiz | 50           |